# ワラシ・ソウザ・シウヴァ
ワラシ（Walace）こと、ワラシ・ソウザ・シウヴァ（Walace Souza Silva、1995年4月4日 - ）は、ブラジル・サルヴァドール出身のサッカー選手。ウディネーゼ・カルチョに所属。ブラジル代表。ポジションはミッドフィールダー。

## 経歴

### クラブ
アヴァイFCの下部組織で育ち、2013年にグレミオFBPAの下部組織へ移籍。トップチームに昇格すると、2014年4月27日にカンピオナート・ブラジレイロ・セリエAでプロデビューをした。同年夏に監督に就任したルイス・フェリペ・スコラーリの下で出場機会を得るようになり、後任監督のホージェル・マシャド・マルケスの下で2016年12月にはコパ・ド・ブラジル優勝に貢献した。
2017年1月、ドイツ・ブンデスリーガのハンブルガーSVへ移籍した。契約期間は2021年6月30日までの4年半。同年2月7日に行われたDFBポカールの1.FCケルン戦でデビューし、同年2月11日に行われたRBライプツィヒ戦でリーグ戦デビューを果たした。
2018年6月、ハノーファー96へ2022年6月までの4年契約で完全移籍した。
2019年8月12日、ウディネーゼ・カルチョと2024年までの契約を締結した。

### 代表
2015年、U-20ブラジル代表に選出され南米ユース選手権に出場。2016年には負傷したルイス・グスタヴォの代わりとしてコパ・アメリカ・センテナリオに挑むブラジル代表に招集され、同年6月9日のハイチ代表戦で代表デビューを飾った。
また、U-23ブラジル代表として同年8月に地元ブラジルで開催されたリオデジャネイロオリンピックに挑むと4試合に出場し、金メダル獲得に貢献した。

## タイトル

### クラブ
グレミオFBPA
- コパ・ド・ブラジル：1回 (2016)

### 代表
U-23ブラジル代表
- オリンピック 金メダル：1回 (2016)